# Rascló de Rouget
El rascló de Rouget (Rougetius rougetii) és una espècie d'ocell de la família dels ràl·lids (Rallidae) i única espècie del gènere Rougetius Bonaparte, 1856. Habita aiguamolls de muntanya i boscos de ribera d'Etiòpia i Eritrea.